# Luiz dos Santos Júnior
Luiz Henrique Dias dos Santos Júnior (Campinas, 28 de maio de 1992) é um jogador brasileiro de badminton.

## Trajetória esportiva
Começou o esporte com 12 anos, em 2004, no Clube Fonte São Paulo, após ter migrado de seu antigo esporte, o vôlei.
Sua primeira participação na Seleção Brasileira de Badminton foi em 2006, no XVI Pan-Americano Júnior da modalidade, em que o Brasil foi sede. Entretanto, sua primeira conquista internacional veio somente em 2009, no Campeonato Sul-Americano Júnior da modalidade, que ocorreu em Medellín, na Colômbia, no qual conquistou o segundo lugar na competição por equipes, segundo lugar em dupla mista com Renata Carvalho, segundo lugar na simples masculina e primeiro lugar em dupla masculina com Tiago Paiola Mantovani, todos na categoria sub-19 anos.
Já no ano de 2010 participou do XIX Pan-Americano Júnior da modalidade, que aconteceu em Santo Domingo, na República Dominicana, onde conquistou o segundo lugar na simples masculina Sub-19 anos.
No ano de 2011 participou com mais sete atletas de um projeto da Confederação Brasileira de Badminton, com a aprovação do Comitê Olímpico Brasileiro, que tinha como objetivo a melhoria no ranking dos atletas para os Jogos Pan-Americanos de Guadalajara e uma possível classificação para os Jogos Olímpicos de 2012, em Londres. Integrou a delegação nacional que disputou os Jogos Pan-Americanos de 2011, em Guadalajara, no México.
Atualmente joga simples e dupla com o Alex Tjong e está ranqueeado, de acordo com o site da Badminton World Federation em:
- Simples masculina: 162º (ranking atualizado em 22/12/2011)
- Dupla masculina: 55º (ranking atualizado em 22/12/2011);[9]